# İbrahim Bölükbaşı
İbrahim Bölükbaşı nebo Ibrahim Bolukbasi, (* 1. prosince 1990 v Erzurumu, Turecko) je turecký zápasník volnostylař. Zápasení se věnuje od 8 let. Vyrůstal v obci Altınbaşak. Je členem klubu Ankara Şekerspor. V dubnu 2012 se nečekaně kvalifikoval z evropské olympijské kvalifikace v bulharské Sofie na olympijské hry v Londýně. Hned v prvním kole olympijského turnaje prohrál s Šarifem Šarifovem z Ázerbájdžánu, ale přes opravy se probojoval do boje o třetí místo, ve kterém nestačil na Íránce Ehsana Lašgárího a obsadil páté místo. Od roku startuje ve vyšší těžké váze, ve které se v dubnu 2016 kvalifikoval z evropské olympijské kvalifikace v srbském Zrenjaninu na olympijské hry v Riu.